# Neodiplotoxa
Genre
Neodiplotoxa est un genre d'insectes diptères, une mouche de la famille des Chloropidae et de la sous-famille des Chloropinae.

## Espèces
Selon ITIS (2 mars 2018) :
- Neodiplotoxa mexicana (Duda, 1930)
- Neodiplotoxa nigricans (Loew, 1872)
- Neodiplotoxa pulchripes (Loew, 1872)